# اللطيفية
اللطيفية مدينة وناحية في  قضاء المحمودية أقصى جنوب محافظة بغداد، استحدثت الناحية في 14 آب سنة 1960، مساحة الناحية 484 كيلومتراً مربعاً، تقع 35 كم جنوب بغداد يبلغ عدد سكانها بحدود 100 ألف نسمة، اسم اللطيفية نسبة إلى نهر اللطيفية.

## مقاطعات ناحية اللطيفية
فيها 10 مقاطعات.
| رقم المقاطعة واسمها | مساحتها |
| 15 اللطيفية         |         |
| 37 بزايز اللطيفية   |         |
| 35 بزايز اليوسفية   |         |
| 34 عركوب النبي شيت  |         |
| 33 تل أسمر          |         |
| 32 الجنابيين        |         |
| 13 البطين           |         |
| 14 الحصوة           |         |
| 16 أبو عوسج         |         |
| 12 فحيل وأم الجير   |         |

## من أهم المساجد
تحتوي اللطيفية على عدد من دور العبادة من المساجد والحسينيات ومنها:
- جامع اللطيفية الكبير.
- جامع مالك الملك.
- جامع النذير.
- جامع ميمونة بنت الحارث.
- جامع هدى القران الكريم.
- جامع النور الهادي.
- جامع العلي العظيم.
- جامع الصحابة.
- جامع الرحمن المستعان.
- جامع اللطيف الخبير.
- جامع الحامدين.
- جامع رياض الصالحين.
- جامع الشاكرين.
- جامع العلي العظيم.
- جامع الإمام علي.
- جامع البر.
- جامع (ذو النورين) عثمان بن عفان.
- جامع الاستقامة.
- مسجد وحسينية الزهراء.
- حسينية اللطيفية.
- حسينية الإمام الصادق.

## بداية الاحتلال
عقب الغزو الأمريكي للعراق عام 2003، أصبحت مدينة اللطيفية مسرحًا لنشاط مكثف لجماعات مسلحة من بينها جماعة أنصار السنة وتنظيم الجيش الإسلامي. ونتيجة لتصاعد وتيرة الهجمات المسلحة ضد القوات الأمريكية والمدنيين على حد سواء، باتت اللطيفية تُصنَّف ضمن ما عُرف إعلاميًا بـ"مثلث الموت"، إلى جانب مناطق أخرى جنوبي بغداد.
تركزت الهجمات في تلك الفترة على زرع العبوات الناسفة على الطرق السريعة، ما أدى إلى سقوط عدد كبير من الضحايا، لاسيما في ظل ضعف السيطرة الأمنية للقوات الأمريكية آنذاك. ومنذ مطلع عام 2005، تدهور الوضع الأمني في المدينة بشكل لافت، مع تصاعد نشاط تنظيم القاعدة وازدياد عمليات القتل الطائفي التي طالت سكانًا محليين، مسافرين، وزوارًا، ما عمّق حالة عدم الاستقرار في المنطقة.

## كمين اللطيفية
في 29 تشرين الثاني/نوفمبر 2003، تعرض موكب يضم عناصر من جهاز المخابرات الوطنية الإسبانية لهجوم مسلح بالقرب من بلدة اللطيفية الواقعة جنوب محافظة بغداد، وعلى بُعد نحو 30 كيلومتراً منها. وقد نُسب الهجوم إلى المقاومة العراقية، ونُفّذ باستخدام أسلحة نارية وقنابل يدوية. أسفر الكمين عن مقتل سبعة من ضباط المخابرات الإسبانية، فيما كان ضابط ثامن قد قُتل في هجوم منفصل قبل شهرين من الحادثة. وتراوحت أعمار القتلى بين 36 و49 عامًا، كما أُصيب عنصر آخر بجروح خطيرة. ويُعد هذا الهجوم الأكثر دموية ضد القوات والمصالح الإسبانية خلال فترة حرب العراق.